# Susan J. Douglas
Susan J. Douglas (ur. 1950) – amerykańska autorka, publicystka, feministka i wykładowczyni komunikacji społecznej na University of Michigan. 
Tematami często poruszanymi przez Douglas są dyskryminacja kobiet, kultura, media i nowe technologie. W książce Enlightened Sexism opisuje tzw. oświecony seksizm, polegający na głoszeniu, że kobiety osiągnęły równy status z mężczyznami, m.in. wbrew istnieniu przemocy mężczyzn wobec kobiet (w tym seksualnej), otrzymywaniu przez kobiety niższego wynagrodzenia niż mężczyźni, a także ukazywaniu kobiet w stereotypowych rolach w mediach. 
W 2010 roku była przewodniczącą komisji George Foster Peabody Awards, przyznającej nagrody w branży medialnej.

## Książki
- Susan J. Douglas: Enlightened Sexism: The Seductive Message that Feminism's Work Is Done. Times Books, 02.03.2010. ISBN 978-0805083262. (ang.). Brak numerów stron w książce
- Susan J. Douglas: The Mommy Myth: The Idealization of Motherhood and How It Has Undermined All Women. Free Press, 01.02.2005. ISBN 0-7432-6046-5. (ang.). Brak numerów stron w książce
- Susan J. Douglas: Listening In: Radio And The American Imagination. University of Minnesota Press, 25.02.2004. ISBN 978-0816644230. (ang.). Brak numerów stron w książce
- Susan J. Douglas: Where the Girls Are: Growing Up Female with the Mass Media. Three Rivers Press, 28.03.1995. ISBN 978-0812925302. (ang.). Brak numerów stron w książce
- Susan J. Douglas: Inventing American Broadcasting, 1899-1922. 01.02.1989, seria: Johns Hopkins Studies in the History of Technology. ISBN 978-0801838323. (ang.). Brak numerów stron w książce

## Nagrody i wyróżnienia
- tytuł Arthur F. Thurnau Professor za wybitne osiągnięcia w edukacji (1999)
- nagroda Hacker Prize za najlepszą książkę o kulturze i technologii za Listening In (2000)